# Escola de Antioquia
A Escola de Antioquia foi uma das duas grandes escolas no estudo da exegese bíblica e da teologia durante o final da Antiguidade, sendo a outra a Escola catequética de Alexandria. Este grupo ficou conhecido por este nome porque os seus principais defensores moravam na cidade de Antioquia, um das maiores do antigo Império Romano.

## Teorias e diferenças com a Escola de Alexandria
Enquanto os intelectuais cristãos de Alexandria enfatizavam a interpretação alegória das Escrituras e tendiam para uma cristologia que enfatizava a união do humano com o divino, os teólogos em Antioquia acreditavam numa exegese mais literal e, ocasionalmente, tipológica e para uma cristologia que enfatizava a distinção entre o humano e o divino na pessoa de Jesus Cristo. A escola em geral tendia ao que poderia ser chamado, de maneira muito branda, de adocionista. Nestório, antes de se tornar Patriarca de Constantinopla, foi um monge em Antioquia e lá se familiarizou com os princípios da escola antioquiana.
A escola de Antioquia pode ser dividida em três períodos:
1. O início da escola (270 - início do século IV dC)
2. Período intermediário (350 - 433 dC)
3. Anos finais (após 433 dC)